# Szeged
'Szeged (phát âm tiếng Hungary: [ˈsɛɡɛd] ⓘ; tiếng Đức: Szegedin là thành phố Hungary, là thành phố lớn thứ 3 Hungary (sau thủ đô Budapest, Debrecen), thành phố lớn nhất và trung tâm vùng của Nam Đại Đồng Bằng và là thủ phủ của hạt Csongrád. Đại học Szeged là một trong các trường đại học nổi tiếng ở Hungary. Thành phố có diện tích 280,84 km2, dân số là người.